# الإسلام في كاليدونيا الجديدة

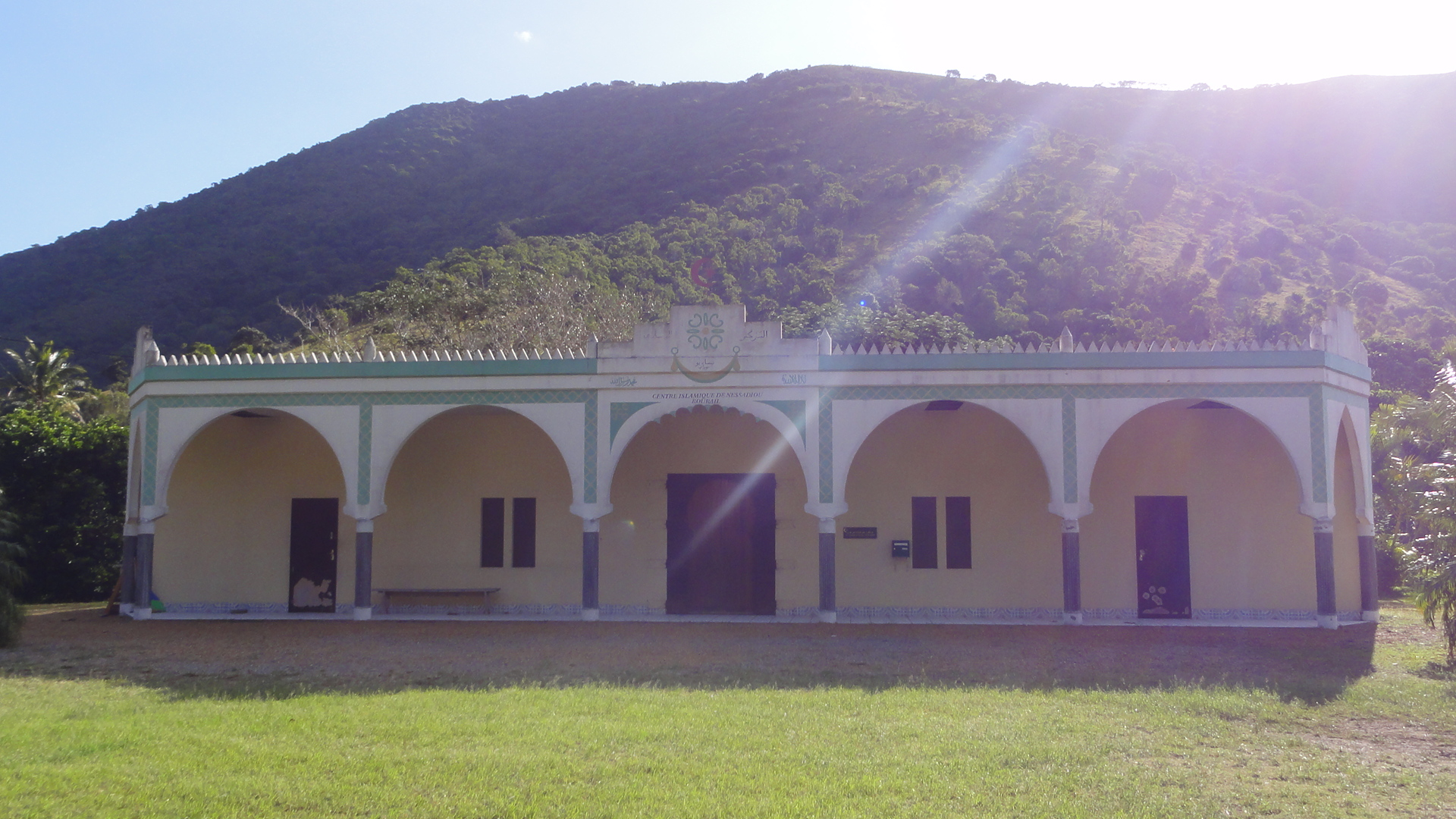
المركز الثقافي العربي بنساديو في [كاليدونيا الجديدة

الإسلام في كاليدونيا الجديدة هو دين أقلية تشكل 2.6٪ من السكان أو 6,357 نسمة. يتألف المجتمع إلى حد كبير من العرق الجاوي، ويتحدثون بشكل أساسي اللغة الفرنسية والعربية أو الإندونيسية، مما تسبب في فجوة لغوية بينهم وبين المجتمعات المسلمة الناطقة بالإنجليزية المجاورة في أستراليا وفيجي. يوجد مركز إسلامي في نوميا وآخر في بورايل يخدم سكان كاليدونيا الجزائريين.
كان أول قدوم للمسلمين العرب الذين قدموا من الجزائر والمملكة المغربية حيث نقلتهم السلطات الفرنسية أيام استعمار المغرب العربي في 1872، ثم وصلت كاليدونيا جماعات مسلمة من أندونسيا. ويوجد في نيوكاليدونيا هيئة إسلامية واحدة هي جمعية المسلمين في عام 1975.